# Udit Narayan
 (janvier 2024).
 (mai 2016).
Pour les articles homonymes, voir Narayan.
Udit Narayan Jha (en devanagari : उदित नारायण झा), plus connu sous le nom de Udit Narayan, est un chanteur de playback et acteur renommé pour les films indiens produits par Bollywood, né le 1er décembre 1955 à Bharadah, au Népal. Il est aussi producteur, animateur de télévision et artiste d'enregistrement

## Carrière
En 1978, Udit Narayan obtient une bourse et déménage à Bombay où il étudie la musique indienne pendant six ans.
Il entame une carrière à Bollywood en 1980, quand il est embauché par Rajesh Roshan pour chanter une chanson dans Unees Bees. Il rencontre le succès en 1988, avec le film Qayamat Se Qayamat Tak, pour lequel il remporte un Filmfare Award (équivalent d'un Oscar). Ce même film révèle les acteurs Aamir Khan et Juhi Chawla, ainsi que la chanteuse Alka Yagnik.
Son succès va suivre celui de l'acteur qu'il double le plus souvent, la superstar Shahrukh Khan.

## Filmographie
- 1980 : Unees Bees
- 1988 : Qayamat Se Qayamat Tak
- 1995 : Dilwale Dulhania Le Jayenge - Musique : Jatin Lalit - Paroles : Anand Bakshi
- 1996 : Raja Hindustani
- 1998 : Dil Se - Musique : A.R. Rahman
- 1999 : Taal - Musique : A.R. Rahman - Paroles : Anand Bakshi
- 2000 : Kya Kehna - Musique : Rajesh Roshan - Paroles : Majrooh Sultanpuri
- 2000 : Har Dil Jo Pyar Karega... - Musique : Anu Malik - Paroles : Sameer
- 2000 : Fiza
- 2001 : Chori Chori Chupke Chupke - Musique : Anu Malik - Paroles : Sameer
- 2001 : Lagaan - Musique : A.R. Rahman
- 2001 : La Famille indienne (Kabhi Khushi Kabhie Gham) - Musique : Jatin Pandit, Lalit Pandit, Sandesh Shandilya, Adesh Shrivastava
- 2001 : Dil Chahta Hai - Musique : Shankar Mahadevan, Ehsaan Noorani et Loy Mendonsa - Paroles : Javed Akhtar
- 2003 : New-York Masala(Kal Ho Naa Ho) - Musique : Shankar Mahadevan, Ehsaan Noorani et Loy Mendonsa
- 2004 : Veer-Zaara - Musique : Madan Mohan et Sanjeev Kholi
- 2006 : Don : La Chasse à l'homme (Don - The Chase Begins Again) - Musique : Shankar Mahadevan, Ehsaan Noorani et Loy Mendonsa

## Chansons notables
- Log Jahan Par Rahte Hain - Pyar Ka Mandir (1988)
- Oaa Oaa - Tridev (1989)
- Mera Dil Tere Liye Dhadakta Hai - Aashiqui (1990)
- Jadoo teri nazar - Darr (1993)
- Tu mere samne - Darr (1993)
- Phoolo sa chera tera - Anari (1993)
- Tu cheez badi hai mast mast - Mohra (1994)
- Ruk Ja O Dil Deewane - Dilwale Dulhania Le Jayenge (1995)
- Mehndi lage ke rakhna - Dilwale Dulhania Le Jayenge (1995)
- Ho gaya hai tujhko to pyar sajna - Dilwale Dulhania Le Jayenge (1995)
- Raja Ko Rani Se Pyar Ho Gaya - Akele Hum Akele Tum (1995)
- Kya Kare Kya Na Kare - Rangeela (1995)
- Pardesi Pardesi - Raja Hindustani (1996)
- Aaye Ho Mere Zindagi Mein - Raja Hindustani (1996)
- Ho Nahin Sakta - Diljale (1996)
- Meri Sason Mein Basa Hai - Aur Pyar Ho Gaya (1996)
- Ghar Se Nikalte Hi - Papa Kehte Hai (1996)
- Jadoo Bhari Aankhon Wali Suno - Dastak (1996)
- Dil To Pagal Hai - Dil To Pagal Hai (1997)
- Are Re Are - Dil To Pagal Hai (1997)
- Bholi Si Surat - Dil To Pagal Hai (1997)
- Dholna - Dil To Pagal Hai (1997)
- Mere Mehboob Mere Sanam - Duplicate (1998)
- Ae Ajnabi - Dil Se (1998)
- Kuch Kuch Hota Hai - Kuch Kuch Hota Hai (1998)
- Koi Mil Gaya - Kuch Kuch Hota Hai (1998)
- Yeh ladka hai deewana - Kuch Kuch Hota Hai (1998)
- Chand Chupa - Hum Dil De Chuke Sanam (1999)
- Taal Se Taal Mila - Taal (1999)
- Chaha Hai Tujko - Mann (1999)
- Mera Mann - Mann (1999)
- NASHA YEH - Mann (1999)
- Kaho Na Pyar Hai - Kaho Na Pyar Hai (2000)
- Dil Ne Yeh Kaha Hai Dil Se - Dhadkan (2000)
- Aaja Mahiya - Fiza (2000)
- Mitwaa - Lagaan (2001)
- O Rey Chhori - Lagaan (2001)
- Radha Kaise Na Jale - Lagaan (2001)
- Udhja Kaale Kawwa - Gadar (2001)
- Jaane Kyon - Dil Chahta Hai (2001)
- Woh Chand Jaisi Ladki - Devdas (2002)
- Tere Naam - Tere Naam (2003)
- Koi Mil Gaya - Koi Mil Gaya (2003)
- Idhar Chala Main Udhar Chala - Koi Mil Gaya (2003)
- Main Yahan Hoon - Veer-Zaara (2004)
- Aisa des hai mera - Veer-Zaara (2004)
- Yeh hum aa gaye hai kahan - Veer-Zaara (2004)
- Yeh Tara Woh Tara - Swades (2004)
- Theenana Moonana Kanana - Desam (2004) (Tamil)
- Khaike paan banaraswala - Don - The Chase Begins Again (2006)
- Mujhe Haq hai - Vivah (2006)
- Milan abhi aadha adhoora - Vivah(2006)
- Kunidu Kunidu Bare - Mungaru Male(2006) Kannada
- Sahana - Sivaji: The Boss (2007) Tamil
- Do U Wanna Partner - Partner (2007)
- Do bichaare bina sahare - Victoria No.203 (2007)
- Deewangi Deewangi - Om Shanti Om (2007)
- Yengeyo Partha - Yaaradi Nee Mohini (2007) Tamil
- Nenjay Kasaki - Yaaradi Nee Mohini (2007) Tamil

## Récompenses
Il a remporté cinq Filmfare Awards :
- 1988 : pour la chanson Papa Kehte Hain du film Qayamat Se Qayamat Tak
- 1995 : pour la chanson Mehndi Laga Ke Rakhna du film Dilwale Dulhania Le Jayenge
- 1996 : pour la chanson Pardesi Pardesi du film Raja Hindustani
- 2000 : pour la chanson Chand Chupa Badal du film Hum Dil De Chuke Sanam
- 2002 : pour la chanson Mitwa du film Lagaan